# Galaxea paucisepta
Galaxea paucisepta là một loài san hô trong họ Oculinidae. Loài này được Claereboudt mô tả khoa học năm 1990.